# U001 Zaporizzsja
Az U001 Zaporizzsja (ukránul: Запоріжжя) az Ukrán Haditengerészet dízel-elektromos meghajtású tengeralattjárója. A 641-es tervszámú (NATO-kódja: Foxtrot osztály) hajó a Szovjet Haditengerészetnél B–435-ös hadrendi jelzéssel állt 20 évig szolgálatban. 1997-ben állították szolgálatba az Ukrán Haditengerészetnél, az ukrán hadiflotta egyetlen tengeralattjárója volt, egyúttal ez a típus utolsó üzemelő példánya. Személyzete 78 fő, parancsnoka 2009-től Robert Sahejev. Honi kikötője Szevasztopolban található. 2014. március 22-én az orosz Fekete-tengeri Flotta ellenőrzése alá került. A rossz állapotban lévő és alacsony harcértékű hajóra azonban az orosz flotta nem tartott igényt, egyes tervek szerint múzeumhajóként hasznosítanák Szevasztopolban

## Története

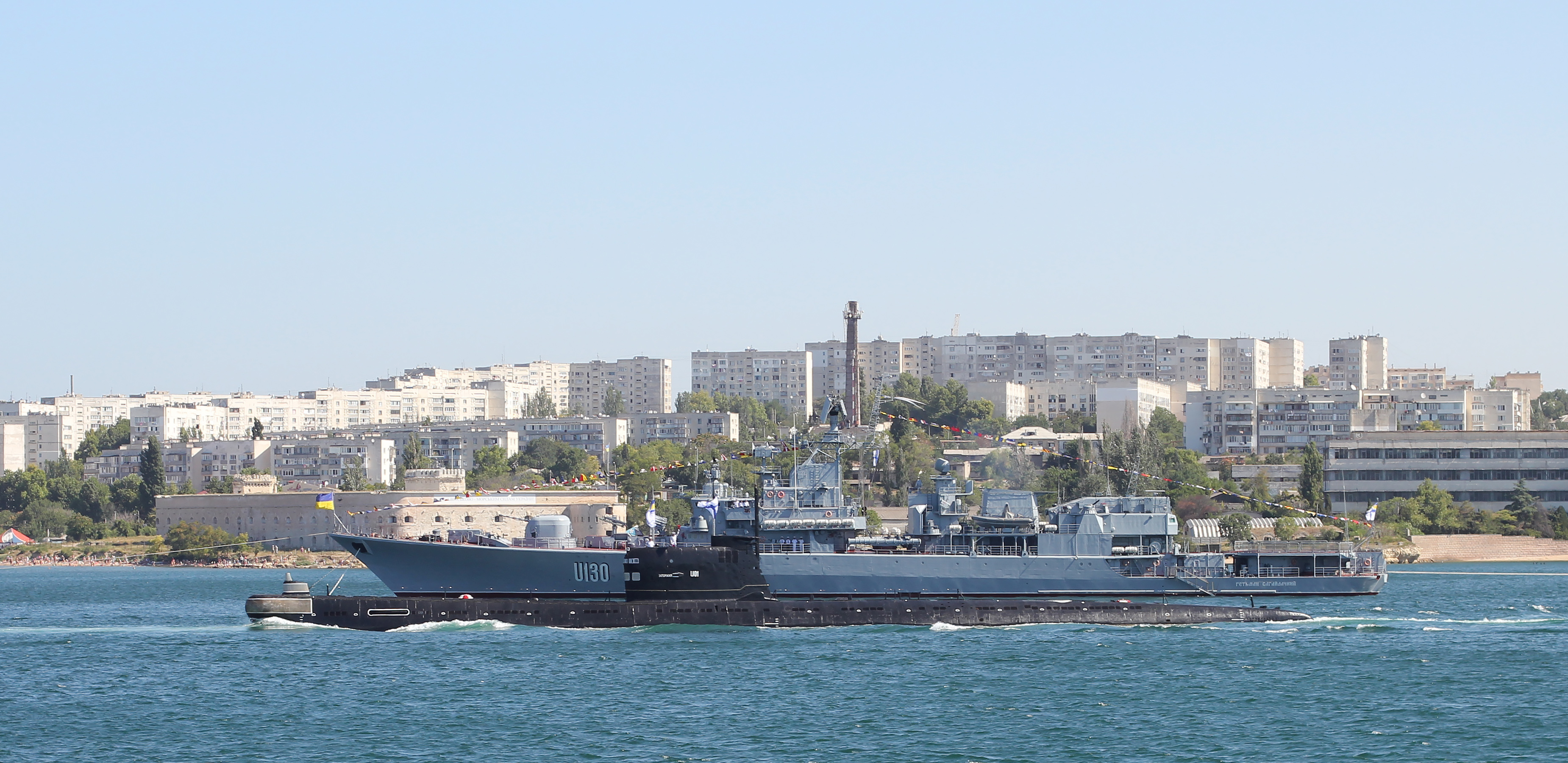
Zaporizzsja 2012-ben

Építését 1970-ben kezdték el a leningrádi Admiralitás Hajógyárban. Még abban az évben, április 29-én vízre bocsátották, és 1970. november 6-án B–435-ös jelzéssel hadrendbe állították a szovjet Északi Flottánál.
20 évet töltött aktív szolgálatban a Szovjet Haditengerészetnél. Ez idő alatt 14 nagy távolságú óceáni bevetést hajtott végre. Többek között 1971-ben Havannába hajózott.  1972-ben az Atlanti-óceáni bevetések után, június 27. és augusztus 10. között Murmanszkban javításon esett át. 1977-ben Tuniszba hajózott, majd 1979-től 1981-ig Kronstadtban volt időközi nagyjavításon.
1990-ben a hajót átvezényelték a szovjet Fekete-tengeri Flottához, és az év nyarán belső vízi utakon a tengeralattjárót átszállították a Fekete-tengerre. 1990. augusztus 27-én állt szolgálatba a szovjet Fekete-tengeri Flotta 14. sz. tengeralattjáró hadosztályának 153. sz. dandárjánál, honi kikötője Szevasztopolban a Déli-öbölben volt.

A hajó 1991-től 1994-ig, akkor még orosz felügyelet alatt javításon volt. 1995-ben a hajó akkumulátorai véglegesen tönkrementek. Ekkor az oroszok a merülésre alkalmatlan hajót átadták az ukrán tengerészeknek. A Fekete-tengeri Flotta 1997-es felosztásakor a hajót hivatalosan is Ukrajna kapta meg, ekkor adták neki az U—001 hadrendi jelzést és Zaporizzsja városáról nevezték el. Az átadott tengeralattjáró ezt követően Balaklavában állt.
Ukrajna 2001-ben kezdett hozzá a hajó javításához. Még 2003-ban a görög Germanosz cégtől beszerezték a szükséges akkumulátorokat, de pénzhiány miatt azokat nem szerelték be. A szárazdokkban végzett munkák befejezése után, 2003. február 22-én Balaklavában ünnepélyesen vízre bocsátották. A hajó javítása anyagi okok miatt további hét évig állt, habár azt a tervek szerint 2004-re be kellett volna fejezni.
Csak 2010-ben folytatódtak a munkálatok. A tengeralattjáróba beszerelték az új akkumulátorokat. A javítás során kicseréltek több külső áramvonalazó burkolólemezt, modernizálták a fegyverzetet, a fedélzeti berendezések egy részét, a kormányberendezéseket és a hajócsavart, kitisztították a hajótestet és a ballaszttartályokat. A javítási munkálatokkal párhuzamosan már folyt a fedélzeten a személyzet kiképzése is. 2010 februárjában a hajó 92%-kos készültségi állapotban volt. A javítási munkákat az orosz Fekete-tengeri Flotta 13. sz. hajójavító üzeme végezte. 2010 nyarán már megkezdték az előkészületeket a hajó üzembe állítására.
A hajó felújításának célszerűségéről ukrán politikai és katonai körökben is több vita folyt. 2007-ben Anatolij Hricenko ukrán védelmi miniszter arról beszélt, hogy a felújítás után a hajót eladnák. Az alacsony harcértékű, elavult hajót Ukrajna presztízs-okokból mégis felújította és üzembe állította.
A hajó 2012. március 20-án hagyta el első alkalommal a hajójavító üzemet és próbautat tett a Szevasztopoli-öbölben. Az üzemi teszteket követően 2012. április 25-én a nagyjavítás óta először kifutott a Fekete-tengerre.
A hajó javítása 2013. június 26-án fejeződött be, július 3. óta a szevasztopoli Sztrilecka-öbölben állomásozik.
A 2014-es krími orosz beavatkozás során, 2014. március 21-én a hajót elfoglalták az orosz csapatok. A tengeralattjáró parancsnoka és a személyzet kb. fele elhagyta a hajót, a személyzet maradék része együttműködött az oroszokkal. A Zaporizzsját március 22-én átvontatták az orosz Fekete-tengeri Flotta fő bázisára, szevasztopoli Déli-öbölbe. 2014. március 29-én a Fekete-tengeri Flotta vezérkari főnöke úgy nyilatkozott, hogy a több mint negyvenéves tengeralattjáró rendkívül rossz állapotban van, gyakorlatilag katonai célokra használhatatlan, így az orosz flotta nem tart rá igényt. Ezért az orosz fél azt tervezi, hogy visszaadja Ukrajnának, vagy pedig szétbontják. Később olyan tervek jelentek meg, hogy kiállítási tárgy lesz Szevasztopolban.

## Parancsnokok
- Vlagyimir Nyikolajevics Koszenko (1970. október 16. – 1976. április 21.)
- Sztanyiszlav Alekszejevics Potyeskin
- Mihail Jakovics Manacsinszkij (1979 novemberéig)
- Vlagyimir Vasziljevics Pucsnyin (1980. január 6. – 1983 szeptembere)
- Vlagyimir Alekszandrovics Szemjonov (1983 szeptembere – 1984 októbere)
- Oleg Mihajlovics Kulik (1984 októbere – 1985 októbere)
- Jurij Vasziljevics Prohorov (1985 októbere – 1986 szeptembere)
- Valerij Nyikolajevics Fjodorov (1986. szeptember 29. – 1992. március 11.)
- Szergej Georgijevics Tabacsnyij (1992. március 11. – 1993. augusztus 14.)
- Andrej Jurijovics Jegorov (1993. augusztus 14. – 1996. december 26.)
- Igor Germanovics Dmitrijev (1996. december 26. – 1997. július 11.)
- Ivan Ivanovics Dzsemela (1997. július 11. – 2000. január 1.)
- Oleh Anatolijovics Orlov (2000. június 1-jétől)